# Jürgen Joost

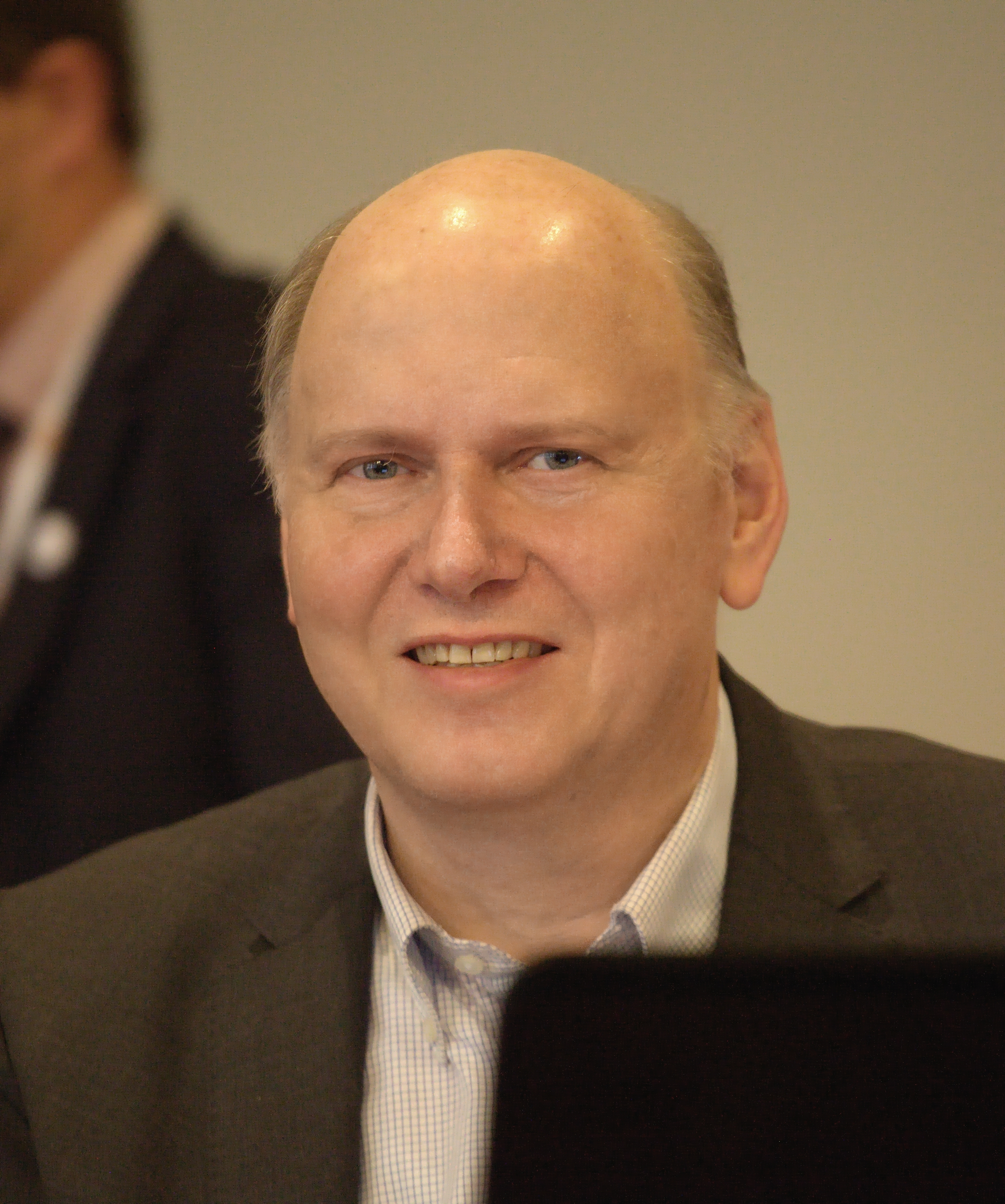
Jürgen Joost (2017)

Jürgen Joost (* 1. Dezember 1956) ist ein deutscher Politiker (Wir Bürger, zuvor AfD) und seit 28. September 2019 Bundesvorsitzender der Partei. Außerdem ist er Ratsherr der Stadt Neumünster.

## Leben
Joost war 30 Jahre Mitglied der CDU und trat 2013 der damals neu gegründeten AfD bei. Diese verließ er 2015 zusammen mit Bernd Lucke, als dieser den Machtkampf gegen Frauke Petry verlor. Zuvor war er Generalsekretär bei der AfD Schleswig-Holstein.